# Luther in Worms
Luther in Worms ist der Titel eines Oratoriums von Ludwig Meinardus (Opus 36). Die zweiteilige Komposition entstand in den Jahren 1871/1872 in Dresden. Als textliche Grundlage diente ein Libretto von Wilhelm Roßmann, das 1867 geschrieben worden war. Das Werk wurde 1874 in der Herderkirche von Weimar uraufgeführt.

## Werk

### Entstehung
Ludwig Meinardus, seit 1865 Privatdozent am Konservatorium in Dresden, komponierte das Werk in den Jahren 1871/1872 unter dem Eindruck der deutschen Reichsgründung und der nationalen Begeisterungswelle, die insbesondere das protestantische Bürgertum in Deutschland erfasst hatte. Martin Luther, die Hauptfigur des Oratoriums, spielte in dem euphorischen Nationalgefühl und Geschichtsbewusstsein – ausgehend von der Stilisierung und Heroisierung, die seit der 300-Jahr-Feier des Thesenanschlags im Jahr 1817 vorangetrieben worden war – die Rolle einer nationalen Symbolfigur, die der Reichsgründung historisch vorausging. Meinardus übernahm das idealisierte Lutherbild, das der evangelisch-lutherische Theologe, Historiker und Prinzenerzieher Wilhelm Roßmann einem 1867 als Libretto für eine Oper entstandenen Drama zugrunde gelegt hatte, in dem der Reformator als charakterfester Held allen Anfeindungen und Widrigkeiten innerer und äußerer Feinde widersteht. Gemeinsam mit Roßmann passte Meinardus das Libretto an das entstehende Oratorium an, ein musikalisches Format, das durch die Gründung zahlreicher großer Singvereine im Deutschland des 19. Jahrhunderts beachtliche Verbreitung fand und als besonders geeignet galt, moralische und religiöse Inhalte unter Teilhabe großer Menschenmengen zu transportieren.

### Stoff und Gliederung

Luther in Worms, Aquatinta von Martin Disteli, um 1830

Das Oratorium gliedert sich in zwei Teile, der erste behandelt die im Frühjahr 1521 erfolgte Fahrt Luthers nach Worms, wo von Januar bis Mai 1521 der Reichstag des Heiligen Römischen Reichs unter Leitung Kaiser Karls V. stattfand. Am Rande dieses Reichstags sollte auf Vermittlung von Friedrich III. von Sachsen vor einer anstehenden Verhängung der Reichsacht ein Schiedsgerichtsverfahren durchgeführt werden, in dem Luther die Gelegenheit erhielt, seine konfessionellen Standpunkte darzulegen. Diesem Verfahren ging die Bannandrohungsbulle Exsurge Domine voraus, die Papst Leo X. als Antwort auf die 95 Thesen Luthers am 15. Juni 1520 erlassen hatte. Daraufhin veröffentlichte Luther die Schrift Von der Freiheit eines Christenmenschen. Leo X. beantwortete dies am 3. Januar 1521 durch die Bulle Decet Romanum Pontificem, worin Luther exkommuniziert sowie er und seine Anhänger zu Häretikern erklärt wurden. Im ersten Teil treten die Anhänger Roms, angeführt von der fiktiven Figur des Erzbösewichts Glapio, dem Beichtvater des Kaisers, und die Anhänger Luthers bereits als sich gegenüberstehende Parteien auf. Luther unterstützen Katharina von Bora, die von den Bedrückungen eines düsteren mittelalterlichen Glaubensverständnisses singt, etwa von der Trostlosigkeit des Ablasshandels, und Justus Jonas der Ältere, der dem das reformatorische Konzept der Sola gratia gegenüberstellt. Im zweiten Teil des Oratoriums steht Luther vor „Kaiser und Reich“ und klagt im Finale die römisch-katholische Kirche falscher Lehren an.

### Musik
In einer Symbiose traditioneller Kompositionstechniken und -formen (Fugen, Polyphonie, Coro spezzato u. a.) bediente sich Meinardus zu dem Werk der zeitgenössischen Tonsprache der Romantik. Außer an Georg Friedrich Händel und Johann Sebastian Bach, beide Großmeister der protestantischen Oratorienmusik, orientierte er sich an damals modernen musikalischen Vorbildern, an Richard Wagner und Felix Mendelssohn Bartholdy. Zwei Chöre, die die streitenden Parteien verkörpern, tragen Doppelfugen vor, die hohe technische und dramatische Anforderungen an die Sänger stellen. Zur Charakterisierung der zahlreichen Figuren setzte Meinardus auf der Grundlage der „Idee fixe“ (Hector Berlioz) bestimmte musikalische Leitmotive ein – „psychologische Erinnerungsmotive“, die sich durch die Szenen hindurchziehen und je nach Stimmungslage variiert werden. Eine der als Leitmotive zitierten Melodien ist die Musik des Kirchenliedes Ein feste Burg ist unser Gott. Im zweiten Teil stimmt ein Chor mit dem Gesang Heil dir du kaiserlich Haupt eine Huldigung im barocken Stil Händel’scher Gloriachöre an, dessen Text das kaisertreue Deutschtum des 19. Jahrhunderts verdeutlicht. Eine besondere Rolle spielt im Oratorium die vielseitige Verwendung des Chorals, worin sich die Verbundenheit mit der evangelischen Kirchenmusik und der künstlerische Anspruch, zum modernen Ausdruck dieser Kirchenmusik beizutragen, spiegelt.

### Aufführungen
Die Uraufführung des Werks fand am 23. Juni 1874 in der Herderkirche zu Weimar statt, unter musikalischer Leitung von Carl Müllerhartung sowie Hans Feodor von Milde in der Rolle Luthers. Für das Zustandekommen dieser Aufführung hatte sich Franz Liszt eingesetzt, der sich 1873 nach dem Durchspielen der Partitur des Oratoriums gewundert haben soll, warum von den protestantischen Musikern seiner Zeit „ein großartiges lebensfähiges Tonwerk so lange ungenutzt“ gelassen worden sei. In den Folgejahren wurde es mehrfach gespielt. Im Jahr 1883, zum 400-jährigen Geburtstagsjubiläum des Reformators, erklang das Oratorium in etwa 50 Städten, darunter am 14. November in einer Aufführung mit 450 Chorsängern in Frankfurt am Main unter der Leitung von Felix Otto Dessoff, des Ersten Kapellmeisters der Oper Frankfurt. In Göttingen, Genf und New York City wurde das Stück damals ebenfalls aufgeführt, danach 1890 in Prag und 1892 in Naumburg (Saale). Durch diese Aufführungen wurde Meinardus international bekannt. Trotz positiver bis begeisterter Grundstimmung unter Musikern und Publikum bemängelten einige Kritiker, dass Meinardus in Luther nicht genug den Helden dargestellt habe, den das Volk in ihm sehe.
Im Dezember 1883 schrieb Meinardus über sich und das Werk in einer Anzeige in der Neuen Zeitschrift für Musik im Rückblick auf das Luther-Gedenkjahr 1883 und die vielen erfolgreichen Aufführungen des Oratoriums:

„(…) Mir ist das, einem deutschen Musiker, der seine Neigung vorzugsweise auf dem ungangbaren Gebiet des geistlichen Concertdramas und Oratoriums zu bethätigen versucht, selten gegönnte Glück zuteil geworden, durch eine ganz unglaubliche Menge wärmster Zustimmungsäußerungen aus allen Theilen des Deutschen Reiches (…) ermutigt zu werden. Die freundlichen Einsender kommen unisono darin überein, dass die Aufführung des Oratoriums ‚Luther in Worms‘ einen Baustein zur erbaulichen Feier des nunmehr abgeschlossenen Erinnerungsfestes beigetragen habe (…). Es gibt einen Luther der geschichtlichen Wirklichkeit und einen zweiten der fantasievollen Einbildungskraft des Volkes, welches sich um Quellenforschung nicht viel oder gar nicht kümmert. – Daß es mir bei der Conception des Tonwerks (1871) ausschließlich auf eine thatsächliche beglaubigte musikalische Individualisierung des Luthers der Geschichte ankommen musste, wenn mein Oratorium kein totgeborenes Kind sein sollte, ist wohl erklärlich genug. Wie sehr ich mich aber auch mit dem Luther der Tradition in Widerspruch zu setzen hatte, wenn ich ihn als den demüthigen Wittenberger Mönch charakterisiere, der er zeitlebens geblieben ist, sofern er seine ‚eigene Sach‘ und ‚Kraft‘ für nichts achtete: die
geschichtliche Treue durfte deshalb nicht Noth leiden. – So entstand ein musikalisches Charakterbild, das allerdings dem trotzigen ‚Kraftmeier‘ epischer Volksdichtung nicht gleicht. – Wie fern lag zu Worms ihm zumal der Gedanke, ein großer Reformator zu sein!“

Abgesehen von einer Aufführung, die 1921 in Worms stattfand, geriet das Werk im 20. Jahrhundert allerdings – wohl wegen seines romantischen Pathos und Lutherbildes – in Vergessenheit, ehe es 1983 anlässlich des 500-jährigen Geburtstags Luthers erneut in Göttingen zu Gehör gebracht wurde. Auch 2012, etwa in der Stadtkirche von Jever und in der Kreuzkirche von Bonn, sowie zum Reformationsjubiläum 2017, darunter am Ort der Uraufführung in Weimar, erklang es wieder. 2015 brachte Hermann Max mit dem Orchester Concerto Köln und dem Chor Rheinische Kantorei eine vielbeachtete CD-Aufnahme heraus.

## Musikdrucke
- Luther in Worms. Oratorium in zwei Theilen. Dichtung von W. Rossmann … Op. 36. Clavier-Auszug. Joh. Aug. Böhme, Hamburg 1878.
- Luther in Worms. Oratorium in zwei Teilen, für Soli, Chor und Orchester, opus 36. Ludwig Meinardus. Dichtung von Wilhelm Rossmann. Faksimile, herausgegeben von Klaus G. Werner, Klavierauszug, Noetzel, Wilhelmshaven 2011, 200 S.